# Heteroppia globigera
Heteroppia globigera är en kvalsterart som beskrevs av Balogh 1970. Heteroppia globigera ingår i släktet Heteroppia och familjen Oppiidae. Inga underarter finns listade i Catalogue of Life.